# فيروز الديلمي
فَيْرُوز الدَّيْلَمِيّ (توفي 53 ه‍ / 673 م) هُوَ أمير صحابي يماني، فارسي الأصل.
قَال مُحَمَّد بْن سعد : فيروز الديلمي، ويكنى أبا عَبد اللَّهِ، ويُقال له: الحميري لنزوله حمير، وَهُوَ من أبناء فارس الذين بعثهم كسرى إلى اليمن فنفوا الحبشة عنها وغلبوا عَلَيْهَا،
وَقَال عبد المنعم بْن إدريس : ثم انتسبوا إلى بني ضبة، وَقَالوا: أصابنا سباء في الجاهلية،
وفيروز هو الذي قتل الأسود بْن كعب العنسي الذي كان تنبأ باليمن، فَقَالَ رَسُول اللَّهِ صَلَّى اللَّهُ عليه وسلم: «قتله الرجل الصالح فيروز ابن الديلمي» . وفي رواية «قتله رجل مبارك من أهل بيت مباركين» . وقد وفد على النَّبِيّ صَلَّى اللَّهُ عَلَيْهِ وسَلَّمَ، وروى عنه أحاديث منها حديث في القدر، وبعضهم يروي عنه يقول: حَدَّثَنِي الديلمي الحميري، ويقول بعضهم: الديلم، وهذا كله واحد، وإنما هو فيروز ابن الديلمي، والذي يبين ذلك الحديث الذي رواه فاختلفوا في اسمه على ما ذكر،
وَقَال أَبُو عَبْد اللَّهِ بْن مندة: يقال: إنه ابْن أخت النجاشي.

## روايته للحديث
رَوَى عَن: النَّبِيِّ صلى الله عليه وسَلَّمَ،
رَوَى عَنه: بنوه سَعِيد بْن فيروز الديلمي، والضحاك بْن فيروز الديلمي، وعبد الله بْن فيروز الديلمي، ومر المؤذن، وأبو الخير مرثد بْن عَبد الله اليزني، وأبو خراش العيني.

## وفاته
مات في خلافة عثمان وقيل: في خلافة معاوية باليمن سنة ثلاث وخمسين للهجرة، و دُفِن باليمن.